# 周鸣飞
周鸣飞(1968年9月—)，浙江人。复旦大学教授，主要从事激光化学和化学动力学等方向的研究，任《物理化学学报》和《化学物理学报》编委，中华人民共和国教育部第五批"长江学者"特聘教授。